# North Hempstead
North Hempstead – miasto w Stanach Zjednoczonych, w stanie Nowy Jork, w hrabstwie Nassau.